# Ведьмак (серия книг)
«Ведьмак» (пол. Wiedźmin) — цикл книг польского писателя Анджея Сапковского в жанре фэнтези.
Первый рассказ цикла увидел свет в 1986 году, а последняя книга — в 2024. Действие книг происходит в вымышленном Мире «Ведьмака» (англ. Neverland или англ. The Continent), напоминающем Европу времён позднего Средневековья, где рядом с людьми существуют разного рода волшебные существа и чудовища.
Геральт из Ривии — один из последних ведьмаков, бродячих охотников на чудовищ. В то время как первые книги цикла представляют собой сборники рассказов о приключениях Геральта, нередко сатирически обыгрывая фольклор и классические литературные сказки, сюжет последующих книг представляет собой более масштабную историю, построенную вокруг Геральта и его воспитанницы Цириллы, обладающей сверхъестественными способностями. По мотивам произведений сняты два сериала — польский (2002) и американский (2019), и фанатский фильм «Полвека поэзии спустя»; выпущены компьютерные игры: «Ведьмак», «Ведьмак 2: Убийцы королей», «Ведьмак 3: Дикая охота» и «Гвинт»; написана и поставлена рок-опера; на родине писателя издавались комиксы о похождениях Геральта и других героев его саги.

## Сюжет
Главный герой серии — Геральт из Ривии, ведьмак, то есть наёмник, выполняющий заказы, связанные с уничтожением чудовищ, представляющих угрозу для жизни людей. В детстве он, как и другие ведьмаки, подвергался мутациям, из-за которых приобрел сверхчеловеческие боевые качества: повышенную силу, молниеносные рефлексы, ускоренный метаболизм, иммунитет к болезням, но при этом потерял возможность иметь детей.
Основная работа Геральта — за деньги уничтожать различных опасных существ, оказавшихся в его мире после так называемого «сопряжения сфер». Однако он не всегда готов бездумно выполнять заказы своих нанимателей. К примеру, он отказывается уничтожать разумных существ или драконов, так как они существовали ещё до сопряжения.
В соответствии с собственным кодексом поведения, он старается не участвовать в политических интригах королей и чародеев, однако в итоге оказывается вовлечён в сложный узел противостояния северных королевств и могущественной южной Нильфгаардской империи. Геральт пытается защитить свою приёмную дочь Цириллу (Дитя-Неожиданность), юную княжну разрушенного королевства Цинтры, предназначенную ему ещё до её рождения. Цири становится средоточием интересов влиятельных сил (император Нильфгаарда, чародей Вильгефорц, Ложа чародеек, Дикая Охота или же Дикий Гон), так как её потомку предсказано решить судьбу мира. Получив от своих приёмных родителей (Геральта и его возлюбленной, чародейки Йеннифэр) символические дары-умения: ведьмачье — владеть мечом; и чародейское — магией; перетерпевшая в дальнейшем тяжёлые испытания, Цири становится наряду с Геральтом главной героиней саги.

### География
Хотя ни одна карта вселенной, созданная Сапковским, не была выпущена, фанаты создали несколько карт. По словам Сапковского, существующие карты «в основном точны», и он использует версию, созданную чешским переводчиком Станиславом Комареком.
Континент можно разделить на четыре региона. Северные королевства (где происходит большая часть саги) включают несколько крупных стран (Аэдирн, Каэдвен, Реданию и Темерию) и множество небольших герцогств и княжеств. Нильфгаардская империя занимает большую часть территории к югу от Северных королевств. Восточная часть Континента, такая как пустыня Корат, Зеррикания, Хакланд и Огненные горы, в основном неизвестна. В серии книг упоминаются заморские страны, с которыми торгуют Северные королевства, в том числе Зангвебар, Офир, Ханну и Барса.

## История создания
Анджей Сапковский, автор «Ведьмака», был страстным любителем литературы жанра фэнтези, в частности, ему нравились «Хроники Амбера» Роджера Желязны. Сын Анджея Кшиштоф рассказал тому о конкурсе, который проводил польский литературный журнал Nova fantastyka, и предложил своему отцу написать туда рассказ. В итоге Сапковский заключил с сыном пари, что его рассказ получит премию. Автор счёл, что история по стандартным фэнтезийным лекалам не впечатлит читателей, поэтому он решил пойти другим путём: переосмыслить сказочный сюжет, сделав его более приближенным к реализму. Неудовлетворённый «нереалистичными» обычными сказочными сюжетами про простолюдина, убивающего монстров, Сапковский решил, что чудовищ должен убивать не обычный человек, а специально обученный профессионал. Таким образом и был придуман образ ведьмака и написан рассказ, переосмысливающий сюжеты таких произведений, как «Спящая красавица» и «Вий» Гоголя, а также польскую народную сказку «Королевна-упырь». Такое переосмысление сказок впоследствии стало своеобразной «визитной карточкой» произведений о ведьмаке.
По воспоминаниям Сапковского, в Польше того времени не воспринимали всерьёз фэнтезийный жанр литературы, считая его рассчитанным на «тупых детишек», поэтому, как предположил автор, жюри конкурса в журнале Nova Fantastyka, хотя и оценило качество рассказа «Ведьмак», дало ему только третье место исключительно по этой причине. Читатели, однако, восприняли рассказ намного лучше и сразу же начали просить продолжение, чего сам Сапковский никоим образом не ожидал. Рассказ также взял премию общепольского конвента.
Вновь взяться за перо Сапковского побудил приехавший к нему в гости редактор «Nova fantastyka» Рафал Земкевич. Сапковский написал ещё несколько рассказов, которые впоследствии были опубликованы под одной обложкой в сборнике «Последнее желание». Книга имела успех, и Сапковский, оставив потерявшую актуальность после смены политического режима работу специалиста по внешней торговле, взялся за написание новых произведений.

## Книги
- «Последнее желание» (пол. Ostatnie życzenie) (1993), первоначально под названием «Ведьмак» (1986)
- «Меч предназначения» (пол. Miecz przeznaczenia), сборник рассказов (1992)
- «Кровь эльфов» (пол. Krew elfów) (1994)
- «Час презрения» (пол. Czas pogardy) (1995)
- «Крещение огнём» (пол. Chrzest ognia) (1996)
- «Башня Ласточки» (пол. Wieża Jaskółki) (1997)
- «Владычица Озера» (пол. Pani Jeziora) (1998)
- «Сезон гроз» (пол. Sezon burz) (2013)
- «Перекрёсток воронов» (пол. Rozdroże Kruków) (2024)

Также отдельно написаны рассказы «Дорога без возврата» (пол. Droga, z której się nie wraca) (1988) и «Что-то кончается, что-то начинается» (пол. Coś się kończy, coś się zaczyna) (1992), не имеющие прямого отношения к циклу о Ведьмаке, но действие которых разворачивается в той же вселенной. В рассказе «Дорога без возврата» описываются предполагаемые родители Ведьмака, в частности его мать Висенна и возможный отец. В «Что-то кончается, что-то начинается» описана альтернативная, неканоническая концовка саги — Сапковский называет её «фанфиком на самого себя».
В 2018 году была издана книга «Когти и клыки», написанная разными авторами, приурочена к 30-летию книги «Последнее желание».
Также в 2018 году в рамках варшавского фестиваля Comic-Con, который проходил с 20 по 24 апреля писатель Анджей Сапковский объявил, что работает над новой книгой серии «Ведьмак», однако активная фаза работы началась в 2022 году. В августе 2024 года он сообщил, что книга дописана. Её публикация на польском языке состоялась в конце 2024 года, на других языках — запланирована на начало 2025 года.
| Название               | Книга                 | Год  |
| ---------------------- | --------------------- | ---- |
| «Дорога без возврата»  | «Дорога без возврата» | 1988 |
| «Перекрёсток воронов»  | «Перекрёсток воронов» | 2024 |
| «Крупица истины»       | «Последнее желание»   | 1986 |
| «Меньшее зло»          | «Последнее желание»   | 1986 |
| «Вопрос цены»          | «Последнее желание»   | 1986 |
| «Край света»           | «Последнее желание»   | 1986 |
| «Последнее желание»    | «Последнее желание»   | 1986 |
| «Сезон гроз»           | «Сезон гроз»          | 2013 |
| «Ведьмак»              | «Последнее желание»   | 1986 |
| «Глас рассудка»        | «Последнее желание»   | 1986 |
| «Предел возможного»    | «Меч предназначения»  | 1992 |
| «Осколок льда»         | «Меч предназначения»  | 1992 |
| «Вечный огонь»         | «Меч предназначения»  | 1992 |
| «Немного жертвенности» | «Меч предназначения»  | 1992 |
| «Меч предназначения»   | «Меч предназначения»  | 1992 |
| «Нечто большее»        | «Меч предназначения»  | 1992 |
| «Кровь эльфов»         | «Кровь эльфов»        | 1994 |
| «Час презрения»        | «Час презрения»       | 1995 |
| «Крещение огнём»       | «Крещение огнём»      | 1996 |
| «Башня Ласточки»       | «Башня Ласточки»      | 1997 |
| «Владычица Озера»      | «Владычица Озера»     | 1998 |

## Особенности произведения
Цикл «Ведьмак» относится к поджанру «постмодернистского» фэнтези — направления, заметно отступающего по общей стилистике от «канонов» жанра, заданных произведениями в поджанре «эпического» фэнтези, и представляющего собой более жёсткую и натуралистичную разновидность. Автор сохраняет традиционные для фэнтези декорации в стиле европейского позднего средневековья. Однако образ мышления персонажей, их психология, переживания и мотивации зачастую умышленно противоречат окружению, в которое они помещены авторским замыслом, и соответствуют скорее нашим современникам. То же самое касается поднимаемых в произведении проблем и вопросов, вполне актуальных для современного читателя: прогресс и плата за него, давление цивилизации на окружающую среду, столкновение цивилизаций, расовая нетерпимость, геноцид.
Мир произведения по своей структуре напоминает Америку после первой волны европейской колонизации. Полоса суши, тянущаяся вдоль западного побережья континента, уже в достаточной степени заселена и обустроена, коренное местное население («нелюди») — принуждено к ассимиляции, загнано в резервации и гетто, либо вытеснено в горы и другие малопригодные для жизни места. Однако на карте всё ещё остаётся множество «белых пятен»: даже доходящая до жителей Запада информация о человеческих культурах Востока носит крайне фрагментарный характер.
В этом мире действует множество фракций — народов, рас, государств, организаций и тайных обществ, борющихся за свои, зачастую корыстные, интересы, причём отношения между ними и главными героями саги отличаются нестабильностью — бывшие союзники легко превращаются во врагов, и наоборот. Главные герои постоянно оказываются между двух огней, будучи вынужденными делать выбор в ситуациях, когда правильного пути и верного выбора просто не существует.
Автор отказывается от чёткого разделения на «чёрное» и «белое», скорее рисуя картину своего мира в различных оттенках «серого», при этом нередко прибегая к натуралистичному описанию «тёмных» сторон жизни, жестокости, насилия, ксенофобии. В заключительных книгах цикла чётко прослеживается антивоенная риторика, однако, не сводящаяся к пацифизму и непротивлению злу.
Представленные в мире произведения нечеловеческие расы — эльфы, краснолюды, низушки (почему — см. «Бестиарий» Сапковского) — внешне соответствуют традиционным канонам фэнтези, однако их образы дополнены многими нехарактерными для жанра элементами. Так, эльфы — традиционно для фэнтези мудрые и доброжелательные долгожители — у Сапковского предстают как древняя, практически потерявшая способность к размножению и из-за этого вымирающая, раса самовлюблённых и высокомерных существ, по степени жестокости и ненависти к инородцам ничуть не уступающая людям, действия которой отличаются скорее изощрённым коварством, чем мудростью. Отряды эльфийских партизан-«белок» наводят ужас на крестьян, разрывающихся между страхом перед эльфами и страхом перед наказанием за помощь им.
В произведении присутствует ярко выраженная любовно-романтическая линия. Важная особенность — своеобразное чувство юмора, местами переходящее в отчётливую сатиру на злободневные проблемы современности. Автор широко использует традиционные мифологические и сказочные сюжеты, однако существенно переиначивает их, вплетая в канву повествования.

## Оценки
Писатель-фантаст Сергей Дяченко писал:

Сверхновой на небосклоне фэнтезийной славянской литературы вспыхнул Ведьмак Геральт, созданный Анджеем Сапковским. Очарование первой книги явилось нам в виде ярких образов и характеров, густого замеса фольклорных преданий, романтической старопольской архаики и писательской иронии! Хотя с каждой последующей книгой очарование тускнело и прибивалось пылью повторов, общее ощущение чего-то великого оставалось.

## Адаптации
С 1993 по 1995 годы по произведениям Сапковского были выпущены 6 комиксов (сюжет Мацея Паровского, иллюстрации Богуслава Польха):
- «Дорога без возврата» (пол. Droga bez powrotu)
- «Геральт» (пол. Geralt)
- «Меньшее зло» (пол. Mniejsze zło)
- «Последнее желание» (пол. Ostatnie życzenie)
- «Предел возможностей» (пол. Granica możliwości)
- «Предательство» (пол. Zdrada)

В 2011 году был выпущен комикс «Благо народа».
В 2014 году был выпущен комикс «Дом витражей».
В 2015 году выпущен комикс «Угрызения совести», повествующий о судьбе Саскии и Ярпена после событий игры «Ведьмак 2: Убийцы королей».
В 2015 году на свет появился комикс «Лисьи дети», основанный на 14-й и 15-й главах романа «Сезон гроз». Их содержание было переосмыслено и таким образом стало независимым от влияния книжного сюжета.
В 2017 году выпущен комикс «Проклятье воронов».
В 2021 выпущена первая часть серии «Плач ведьмы». Всего планируется четыре выпуска.
В 2001 году польское издательство MAG выпустило настольную ролевую игру «Ведьмак: Игра воображения» (пол. Wiedźmin: Gra Wyobraźni) по мотивам цикла о ведьмаке.
В 2009 году симфо-рок-группой «ESSE» поставлена рок-опера «Дорога без возврата» и снят одноимённый фильм-мюзикл по мотивам саги о ведьмаке.
В 2000 году российским издательством «Северо-Запад пресс» в серии «Перекрёсток миров» издан состоящий из двух томов роман «Осенний лис» писателя Дмитрия Скирюка. Главный герой произведения — изгнанный из своего рода валашский воин, маг и травник Жуга. В одной из глав появляется беловолосый персонаж по имени Геральт, ведьмак. Произведение несколько раз переиздавалось. В послесловии автора к первому изданию есть следующие слова:
Я благодарен польскому писателю Анджею Сапковскому за Геральта — ведьмака, и надеюсь, он (Сапковский) простит мне то, что я воспользовался готовым образом его героя в одном из моих рассказов (во всяком случае, в личном разговоре в Москве, на «Росконе», он против этого не возражал). Ведьмак в «Робком десятке» так походил на Геральта, что мне всё равно попеняли бы столь явным сходством. Я мучился этой проблемой до тех пор, пока вдруг не понял, что это и есть Геральт, и всё сразу стало на свои места.

### Компьютерные игры
В 1997 году польский разработчик компьютерных игр Адриан Хмеляж и его тогдашняя студия Metropolis Software взялись за создание компьютерной игры по неоконченной на тот момент серии «Ведьмак»; Хмеляж был поклонником книг, находился в хороших отношениях с Сапковским и получил у него разрешение на разработку — переписка велась в виде бумажных писем, поскольку Сапковский не пользовался электронной почтой. За лицензию на «Ведьмака» Хмеляж уплатил некую сумму, «разумную для Польши 1997 года»; получив деньги, Сапковский долго не отвечал на новые письма разработчика, а потом написал, что ему «наплевать» на игру. Хмеляж намеревался сделать «3D action-adventure» с моральными выборами, серьёзным взрослым сюжетом и проработанными характерами персонажей. Хотя Metropolis сделала раннюю версию игры, проект таких масштабов был не по силам для небольшой студии; ранняя альфа-версия страдала от многих технических проблем, а немецкое издательство TopWare Interactive, с которым студия вела переговоры, обеспокоилось, что книги Сапковского не настолько хорошо знакомы западным игрокам, чтобы убедить их купить новинку. В конечном счете проект был заморожен и так и не выпущен.
В 2002 году «Ведьмаком» заинтересовалась другая польская компания — CD Projekt; ранее эта компания открыла в Лодзи собственную студию CD Projekt RED и искала для неё подходящий проект. Сапковский вновь согласился продать права на «Ведьмака», попросив CD Projekt уладить возможный юридический спор с Metropolis; хотя компания предлагала ему процент от продаж будущей игры, писатель настоял на том, чтобы ему выплатили всю сумму сразу и целиком: он не верил в успех игры и считал, что если согласится на процент от продаж, то никаких денег не увидит. Он позже вспоминал, что CD Projekt принесла ему именно то, что он ожидал от адаптации: «большого мешка денег». Адриан Хмеляж и представитель CD Projekt RED Себастьян Зелинский позже сообщали, что суммы не были такими уж большими — Сапковский получил 15 тысяч злотых от Metropolis в 1997 году и 35 тысяч от CD Projekt в 2002.
В последующие годы CD Projekt RED последовательно выпустила три компьютерные ролевые игры: «Ведьмак» (2007), «Ведьмак 2: Убийцы королей» (2011) и «Ведьмак 3: Дикая охота» (2015). Каждая из этих игр последовательно получала всё больший критический и коммерческий успех. Помимо этого, в 2018 году также вышли коллекционная карточная игра «Гвинт» и её ответвление «Кровная вражда: Ведьмак. Истории» в жанре ролевой и карточной игры.
В конце октября 2022 года CD Projekt RED объявили о разработке ремейка игры 2007 года на движке Unreal Engine 5.
В декабре 2024 года CD Projekt RED анонсировали The Witcher IV.
В июне 2025 года была представлена демонстрация технологий предстоящей the Witcher IV.

### Экранизации
В 2001 и 2002 году вышли полнометражный фильм и сериал «Ведьмак» режиссёра Марека Бродского по сценарию Михала Щербица (пол. Michał Szczerbic). Роль Геральта исполнил Михал Жебровский. Фактически фильм представлял собой сокращённую версию сериала. И фильм и сериал получили негативные отзывы как критиков, так и фанатов книг Сапковского.
В 2017 году стриминговый сервис Netflix начал разработку телесериала по книгам о ведьмаке. Восемь серий первого сезона «Ведьмака» длительностью по 1 часу были сняты с 18 октября 2018 года по конец мая 2019 года. Съёмки частично прошли в Будапеште. Анджей Сапковский сначала дал согласие на экранизацию, но впоследствии отказался курировать проект. Роль Геральта исполнил британский актёр Генри Кавилл, наиболее известный по роли Супермена в Расширенной вселенной DC. Первый сезон «Ведьмака» от Netflix вышел 20 декабря 2019 года и был встречен смешанными отзывами критиков (55 % рейтинга на Rotten Tomatoes), имел хорошие рейтинги и был продлён на второй сезон ещё до выхода. Сапковский воспринял сериал восторженно и откровенно расхваливал работу Генри Кавилла, выразив мнение, что его лицо должно остаться лицом Геральта навсегда в памяти народа. После трёх сезонов место Кавилла в роли Геральта занял Лиам Хэмсворт.
Кроме того, в 2019 году польские кинематографисты сняли малобюджетный фильм «Полвека поэзии спустя» по вселенной «Ведьмака». В нём действие происходит спустя много лет после событий книг, не появляется сам Геральт, но в роли пожилого Лютика снялся Збигнев Замаховский, сыгравший этого персонажа в польской экранизации.

### Книги других авторов по вселенной «Ведьмака»
В 2013 году в Польше опубликована книга «Ведьмачьи легенды» — сборник из 8 рассказов о «мире ведьмака» российских и украинских фантастов, среди которых: Андрей Белянин, Михаил Успенский, Мария Галина и другие; задуманный Войтеком Седенько и Павлом Лауданьским с ведома и одобрения, как утверждает издатель, самого Сапковского — хотя прежде писатель не давал разрешения на подобные книги. В 2014 году издательство «Эксмо» выпускает эту антологию на русском языке. В сборник входят рассказы, где действуют знаменитый ведьмак Геральт, его друг — бард Лютик, возлюбленная ведьмака — чародейка Йеннифэр, но наряду с ними в книгу вошли истории, события которых разворачиваются через несколько сотен лет после окончания саги, а некоторые и вовсе связаны с нашей реальностью. Антология позиционируется как книга-фантазия, дань уважения Анджею Сапковскому.